# Дастджан
Дастджан (перс. دستجان) — село в Ірані, у дегестані Фармагін, у Центральному бахші, шагрестані Фараган остану Марказі. За даними перепису 2006 року, його населення становило 1263 особи, що проживали у складі 365 сімей.

## Клімат
Середня річна температура становить 11,63 °C, середня максимальна – 31,61 °C, а середня мінімальна – -12,15 °C. Середня річна кількість опадів – 267 мм.
| Клімат поселення                              | Клімат поселення | Клімат поселення | Клімат поселення | Клімат поселення | Клімат поселення | Клімат поселення | Клімат поселення | Клімат поселення | Клімат поселення | Клімат поселення | Клімат поселення | Клімат поселення | Клімат поселення |
| Показник                                      | Січ.             | Лют.             | Бер.             | Квіт.            | Трав.            | Черв.            | Лип.             | Серп.            | Вер.             | Жовт.            | Лист.            | Груд.            |                  |
| Середній максимум, °C                         | 6,62             | 9,02             | 14,30            | 19,62            | 24,12            | 30,67            | 31,61            | 30,74            | 26,06            | 20,27            | 13,39            | 7,34             |                  |
| Середня температура, °C                       | −2,76            | −0,38            | 4,91             | 10,23            | 14,73            | 21,31            | 25,29            | 24,43            | 19,76            | 13,96            | 7,08             | 1,03             |                  |
| Середній мінімум, °C                          | −12,15           | −9,74            | −4,47            | 0,84             | 5,34             | 11,92            | 18,98            | 18,12            | 13,44            | 7,64             | 0,78             | −5,29            |                  |
| Норма опадів, мм                              | 38               | 35               | 48               | 37               | 33               | 6                | 1                | 1                | 0                | 9                | 23               | 36               |                  |
| Середньомісячна швидкість вітру, м/с          | 1.76             | 1.98             | 3.14             | 3.14             | 2.60             | 2.45             | 2.44             | 2.39             | 2.22             | 2.19             | 1.84             | 1.43             |                  |
| Середньомісячна сонячна радіація, кДж/м²·день | 8956             | 12126            | 14614            | 18104            | 22224            | 26818            | 25921            | 23946            | 20828            | 15290            | 10831            | 8827             |                  |
| --------------------------------------------- | ---------------- | ---------------- | ---------------- | ---------------- | ---------------- | ---------------- | ---------------- | ---------------- | ---------------- | ---------------- | ---------------- | ---------------- | ---------------- |
| Джерело:                                      |                  |                  |                  |                  |                  |                  |                  |                  |                  |                  |                  |                  |                  |